# Denis Gravereaux
Pour les articles homonymes, voir Gravereaux.
Denis Gravereaux, né le 21 janvier 1961 à Argenton-sur-Creuse et mort le 15 décembre 2013  à Montréal, est un acteur franco-québécois, œuvrant au Québec depuis 1996.

## Biographie
Né en France en 1961 à Argenton-sur-Creuse, Denis Gravereaux a été formé au Conservatoire d’art dramatique d’Orléans (1978-1979), à la Sorbonne de Paris (1979-1981) en histoire et histoire de l’art, au Cours Jean-Louis Martin Barbaz de Créteil (1980-1981) et à l’École du Théâtre national de Strasbourg (1981-1984),.
En France, de 1984 à 1991, il a joué sous la direction de Robert Gironès, Éric da Silva de l'Emballage Théâtre, Bernard Sobel, Jean-Pierre Sarrazac, Pierre-Étienne Heymann, Matthias Jung et Damien Dodane, Daniel Mesguich, Pierre Barrat et Jacques Lassalle.
Au Québec, depuis 1996, il a travaillé avec Wajdi Mouawad (Littoral, Willy Protagoras enfermé dans les toilettes), Jean-Marie Papapietro, (Abel et Béla, Quelques conseils utiles aux élèves huissiers et Le Château), Daniel Brière et Evelyne de la Chenelière (Au bout du fil et Bashir Lazhar), Brigitte Haentjens (Électre, Malina et Éden Cinéma), Philippe Ducros (L'Affiche), Sylvain Bélanger (L'enclos de l'éléphant), Gregory Hlady (La danse de mort, La noce, Cœur de chien), André-Marie Coudou (La fête à Jean), Pascal Contamine (Five wolf deavtov circus et Oportet), Olivier Kemeid (Furieux et désespérés), Jérémie Niel et Justin Laramée. Martin Faucher, André Melançon, Denis Marleau, Denis Lavalou, Téo Spychalski, Jean-Pierre Ronfard, Claude Poissant  et Elizabeth Albahaca ont aussi fait appel à lui.
Depuis 2001, il a également participé au doublage de plus d'une centaine de films, dont Django Unchained dans lequel il double la voix de l'acteur Christoph Waltz.
Le 15 décembre 2013, il meurt d'un arrêt cardiaque à l'âge de 52 ans. Il laisse dans le deuil ses deux fils Félix et Théo Gravereaux et sa conjointe Marlène Morin.

## Théâtre

### En France
- 1984 : Le Tombeau d'Atrée, Robert Gironès / MC93 de Bobigny, tournée France : Le veilleur
- 1984 : Woyzeck, Jacques Lassalle / Théâtre National de Strasbourg, Festival d'Avignon 84 : Le docteur
- 1985 : La Traversée de l'Afrique, Pierre Barrat / Atelier Lyrique du Rhin, Festival Musica 85 (Strasbourg)
- 1986 : Lorenzaccio, Daniel Mesguich / Théâtre Gérard-Philipe (Saint-Denis) : Pierre Strozzi
- 1987 : Les Mains sales, Pierre-Étienne Heymann / scène nationale de Créteil, tournée France et Europe
- 1987 : Le Songe, Jean-Pierre Sarrazac / Comédie de Caen : L'officier
- 1988 : Bruit, désordre et combustion, Mathias Jung et Damien Dodane / Théâtre de Gennevilliers : André
- 1988 : La Charrue et les Étoiles, Bernard Sobel / Théâtre de Gennevilliers : Tinley
- 1988 : Troilus et Cressida, Emballage Théâtre / Théâtre de Gennevilliers, tournée internationale : Agamemnon
- 1989 : Brûle, rivière brûle, Robert Gironès / Bicentenaire de la Révolution / C.D.N de La Rochelle, Festival d'Avignon 89 : Dr Barrère
- 1990 : Algérie 54-62, Robert Gironès / Théâtre Poitou-Charentes : Viallard

### Au Québec
- 1996 : Confession d'un masque, Christian St-Denis / UQAM : Le narrateur
- 1997 : Le Procès, Élisabeth Albahaca / Prospero : l'Avocat
- 1997 : Willy Protagoras enfermé dans les toilettes, Wajdi Mouawad / Théâtre D’Aujourd’hui, festival Carrefour de Québec : Assad Protagoras
- 1999 : Lorenzaccio, Claude Poissant / Théâtre Denise-Pelletier : L'orfèvre
- 1999 : Malina, Brigitte Haentjens / Espace Go, Festival de Théâtre des Amériques : Malina
- 1999 à 2001 : Littoral, Wajdi Mouawad / La Licorne, Tournée  France et  Liban : Le père
- 2000 : Électre, Brigitte Haentjens / Espace Go : Le précepteur d'Oreste
- 2001 : Five wolf deavtov circus, Pascal Contamine / Théâtre La Chapelle : Sigmund
- 2002 : Au bout du fil, Daniel Brière / Théâtre de Quat’sous : Soupir
- 2002 : Oportet, Pascal Contamine / La Chapelle, Festival Carrefour de Québec : Hasard
- 2003 :  Hamlet machine, Jérémie Niel / 5e salle de la place des arts : Hamlet
- 2003 : L'Éden Cinéma, Brigitte Haentjens / Festival de Théâtre des Amériques, C.N.A : le Caporal
- 2003 : Œdipe à Colone, Jean-Pierre Ronfard / Espace Go et Le Trident : le Choreute
- 2004 : Abel et Béla, Jean-Marie Papapietro / Fred-Barry, Centre National des Arts, Festival Carrefour de Québec : Béla
- 2004 et 2007 : Trans-Atlantique, Witold Gombrowicz, Téo Spychalski / Prospero : Gombrowicz
- 2004 : Roche, papier, ciseaux, Daniel Keene / Denis Lavalou / Espace libre : le tailleur de pierre
- 2005 : Le chateau, Kafka / Jean-Marie Papapietro / Théâtre de fortune / Prospero : Burgel
- 2005 (solo) : Quelques conseils utiles aux élèves huissiers, Jean-Marie Papapietro / Petite Licorne, Prospero, Théâtre du Passage de Neuchatel : Me Échinard
- 2005 : Tombouctou, 52 jours à dos de chameau, Vincent Goethals / Institut culturel français de Fèz et Casablanca : René Caillé
- 2006 à 2009 (solo) : Bashir Lazhar, Daniel Brière / Théâtre d'Aujourd'hui et tournée Québec/Canada : Bashir Lazhar
- 2007 : Othello, Denis Marleau / UBU cie. de création, Centre National des Arts et Usine C : Brabantio
- 2008 : Les Justes, André Melançon / Théâtre Denise-Pelletier : Skouratov
- 2009 : Cœur de chien, Gregory Hlady / Prospero : Professeur Transfigouratov
- 2009 : Tentative, Jérémie Niel / Théâtre Pétrus / La Chapelle : André
- 2009 à 2012 : L'Affiche, Philippe Ducros / Théâtre Espace libre / Festival Carrefour de Québec / Francophonies de Limoges : Abou Salem
- 2011 : La noce, Bertolt Brecht / Gregory Hlady / Théâtre Prospéro : Le père
- 2011 : L'enclos de l'éléphant, Étienne Lepage / Sylvain Bélanger / Espace libre / Festival Trans-Amérique (FTA)
- 2012 : La danse de mort, A. Strindberg / Gregory Hlady / Théâtre Prospéro : Edgar
- 2012 : Le roi Lear, W. Shakespeare / Denis Marleau / Théâtre du Nouveau Monde (TNM) : D'Albany
- 2013 : Andreï ou le frère des Trois Sœurs, Justin Laramée / Espace Libre
- 2013 : Furieux et désespérés , Olivier Kemeid / Théâtre d'aujourd'hui : Le père
- 2013 : La fête à Jean, Pier-Luc Lasalle / André-Marie Coudoux / Salle Fred-Barry : Jean

## Filmographie
- 1999 : Diva (série télévisée) de Jean-Claude Lord : Le chauffeur
- 1999 : Matroni et moi de Jean-Philippe Duval : Homme de main
- 2000 : Marie et Tom (série télévisée, TF1) de Dominique Baron : Docteur Lamarche
- 2001 : Fortier II (série télévisée, TVA) de François Gingras : Le vendeur
- 2001 : Du pic au cœur de Céline Baril : M. Demers
- 2001 : La Femme qui boit de Bernard Émond : Joueur de poker
- 2001 : Mariages de Catherine Martin : Le curé
- 2002 : Annie et ses hommes (série télévisée, TVA) : Le patron d'Annie
- 2002 : Les Bougons (série télévisée, Radio-Canada) d'Alain Desrochers : L'homme au petit chien
- 2003 : La Vie rêvée de Mario Jean (série télévisée, Radio-Canada) de Jean-François Asselin : Thibault Ducourt
- 2004 : Littoral de Wajdi Mouawad : Thanatologue
- 2005 : Gisèle de Céline Baril : Commissaire
- 2005 : Les derniers jours de Paris d'Olivier Asselin : Commissaire
- 2006 : Casino (série télévisée, Radio-Canada) de François Gingras : Omar Farouf
- 2006 : Duo de Richard Ciupka : M. Léger
- 2007 : C.A III (série télévisée, Radio-Canada) de Podz : Le Boss
- 2007 : Tout sur moi (série télévisée, Radio-Canada) : Le directeur de théâtre
- 2008 : Bob Gratton, ma vie 1, 2 et 3 (série télévisée) :  Le Serveur
- 2008 : C'est pas moi, je le jure! de Philippe Falardeau : M. Pouchonnaud
- 2008 : Le piège américain de Charles Binamé : Michael Victor Mertz
- 2008 : Les Boys 3 (série télévisée, Radio-Canada) : Le maître d'hôtel
- 2008 : Un capitalisme sentimental d'Olivier Asselin : Le brocanteur
- 2009 : Toute la vérité (série télévisée) de Lyne Charlebois : Docteur Labrie
- 2010 : Le club des doigts croisés (série télévisée, Radio-Canada) : M. de la Caravelle
- 2010 : Mauvais Karma (série télévisée, Radio-Canada) de Pierre Théorêt : Docteur Faubert
- 2010 : Prozac : La maladie du bonheur (série télévisée, V) de François Bouvier : Le psychiatre
- 2010 : Trauma (série télévisée) : Homme au petit chien
- 2010 : L'enfant prodige, L'incroyable destinée d'André Mathieu de Luc Dionne : Beauvilliers
- 2010 : Une vie qui commence de Michel Monty : Préfet collège
- 2010 : Les Rescapés saison 1 et 2 (série télévisée, Radio-Canada) de Claude Desrosiers : Chabanel
- 2011 : Coteau rouge d'André Forcier : joueur de pétanque
- 2012 : Mars et Avril de Martin Villeneuve : Cosmologue 1
- 2012 : Un sur deux (série télévisée, TVA) de Claude Desrosiers : Le directeur d'école
- 2012 : Yamaska  (série télévisée, TVA) dir : Richard Lahaie : Richard Maleski
- 2013 : Colis de la Planète X (en) (série télévisée) : Copernicus

## Doublage

### Cinéma

#### Films
- Ciarán Hinds dans :
  - La Somme de toutes les peurs (2002) : Alexander Nemerov
  - John Carter (2012) : Tardos Mors

- Frankie Faison dans :
  - Highwaymen : La Poursuite infernale (2004) : Will Macklin
  - L'Ange des cow-girls (2012) : Augustus

- Victor Garber dans :
  - Encore toi (2010) : Mark Olsen
  - Argo (2012) : Ken Taylor

- Christoph Waltz dans :
  - Le Frelon Vert (2011) : Benjamin Chudnofsky, alias « Hémoglobinski »
  - Django déchaîné (2012) : King Schultz

- Jimmy Yuill dans :
  - Refuge (2011) : Doug
  - Le corbeau (2012) : Colonel Eldridge

- Tom Conti dans :
  - StreetDance 2 (2012) : Manu
  - L'Ascension du Chevalier Noir (2012) : le prisonnier

- Peter DeLuise dans :
  - 21 Jump Street (2012) : Doug Penhall
  - Des Extraterrestres dans le grenier: l'invasion (2014) : Doug Penhall

- 2001 : La Chute du faucon noir : le lieutenant-colonel Gary Harrell (Željko Ivanek)
- 2003 : Fantômes des abysses : Ken Marschall (lui-même)
- 2004 : Trouve ta voix : Mr. Gantry (James Avery)
- 2004 : Anacondas : À la poursuite de l'orchidée de sang : Avocat (Peter Curtin)
- 2005 : Garçons sans honneur : Randolph (Ron Canada)
- 2005 : Harry Potter et la Coupe de feu : Barty Croupton Sr. (Roger Lloyd-Pack)
- 2006 : L'Informateur : Chaim (Bernard Rachelle)
- 2006 : La Nativité : Balthazar (Eriq Ebouaney)
- 2008 : Maman porteuse : Barry (Steve Martin)
- 2008 : Recherché : Mister X (David O'Hara)
- 2008 : Le Transporteur 3 : l'Inspecteur Tarconi (François Berléand)
- 2008 : Le Spirit : Commissaire Dolan (Dan Lauria)
- 2009 : Le collectionneur sadique : Larry (William Prael)
- 2009 : Marais Noir : Otto Wollner (Rainer Winkelvoss)
- 2010 : StreetDance 3D : Fred (Frank Harper)
- 2010 : Le Monde de Narnia : L'Odyssée du Passeur d'Aurore : Drinian (Gary Sweet)
- 2010 : Miroirs 2 : Jack Matheson (William Katt)
- 2011 : Le Crime d'Henry : Max Saltzman (James Caan)
- 2011 : Le Dilemme : Thomas Fern (Chelcie Ross)
- 2011 : Course à la mort 2 : Warden Parks (Patrick Lyster)
- 2011 : La Coloc : Jeff Evans (Tomas Arana)
- 2011 : Paul : Moses Buggs (John Carroll Lynch)
- 2011 : Arthur : Bitterman (Luis Guzmán)
- 2011 : Super 8 : M. Kaznyk (Joel McKinnon Miller)
- 2011 : Transformers 3 : La Face cachée de la Lune : Bruce Brazos (John Malkovich)
- 2011 : La Doublure du diable : Munem (Raad Rawi)
- 2011 : Requins 3D : Sabin (Donal Logue)
- 2011 : 50/50 : Alan (Philip Baker Hall)
- 2011 : Rhum express : Wolsley (Julian Holloway)
- 2011 : Millénium : Les Hommes qui n'aimaient pas les femmes : Martin Vanger (Stellan Skarsgård)
- 2011 : Jack et Jill : Carter Simmons (Geoff Pierson)
- 2011 : Les Muppets : Tex Richman (Chris Cooper)
- 2011 : Arnaque .44 : Sheriff Connors (Brad Dourif)
- 2011 : Cheval de guerre : Lyons (David Thewlis)
- 2012 : Monde infernal : L'éveil : Thomas (Charles Dance)
- 2012 : Le Grand Miracle : Porter Beckford (Michael Gaston)
- 2012 : Les Avengers : Le film : L'Autre (Alexis Denisof)
- 2012 : Ça, c'est mon gars : Gerald (Blake Clark)
- 2013 : Effets secondaires : le docteur Peter Joubert (Sasha Bardey)
- 2013 : L'opéra de la terreur : Harold (Jim McLarty)
- 2013 : Maison-Blanche en péril : Wallace, chef d'état-major du vice-président (Peter Jacobson)
- 2013 : Red 2 : Davis (Garrick Hagon)
- 2013 : Parkland : Mike Howard (Glenn Morshower)
- 2013 : Carrie : le principal Morton (Barry Shabaka Henley)
- 2013 : Protection : Danny « Danny T » Turrie (Chuck Zito)
- 2013 : Au cœur du brasier : Dan Dugan (Tom Bower)

#### Films d'animation
- 2011 : Le Chat potté : Jack
- 2013 : Épique : Mandrake

### Télévision

#### Téléfilms
- 2011 : Escale en enfer : Malcolm Broderick (Peter James Haworth)
- 2011 : The Redemption : Vinnie Marcella (Lyle Kanouse)

#### Séries télévisées
- 2007-2008 : Intelligence : Gordon Evans (Gerard Plunkett)
- 2008-2010 : Les Tudors : Henry Howard (David O'Hara)
- 2010-2011 : Connor, agent très spécial : President Calicos (Randy Thomas)
- 2011 : Ben Hur : Quintus Arrius (Ray Winstone)